# Список земноводних Казахстану
Це список земноводних, що трапляються на території Казахстану. Фауна Казахстану включає 13 видів земноводних: 3 види саламандр та 10 видів жаб.

## Позначки
Теги, що використовуються для виділення охоронного статусу кожного виду за оцінками МСОП:
| EX | Extinct               | Зниклий                          |
| CR | Critically Endangered | Перебуває під критичною загрозою |
| EN | Endangered            | Перебуває під загрозою           |
| VU | Vulnerable            | Уразливий                        |
| NT | Near Threatened       | Близький до загрозливого стану   |
| LC | Least Concern         | У найменшій загрозі              |
| DD | Data Deficient        | Відомості недостатні             |
| NE | Not Evaluated         | Види з недослідженим статусом    |

## Ряд Хвостаті (Caudata)
Представники ряду Хвостаті відрізняються від інших сучасних земноводних видовженим тілом та наявністю у дорослих тварин хвоста. До нього відносять саламандр та тритонів. Налічує понад 580 видів, з них в Казахстані трапляється 3 види.

### Родина Кутозубі тритони (Salamandridae)
| Українська назва                      | Казахська назва    | Латинська назва            | Автор таксона  | Статус МСОП | Поширення в Казахстані                                                        | Зображення |
| Ряд: Хвостаті (Hynobiidae)            |                    |                            |                |             |                                                                               |            |
| Родина: Кутозубі тритони (Hynobiidae) |                    |                            |                |             |                                                                               |            |
| Сибірський кутозуб                    | Сібір бұрыштістісі | Salamandrella keyserlingii | Dybowski, 1870 | LC          | зареєстрований один раз в Конюховському районі Північноказахстанської області |            |
| Жабозуб алатауський                   | Жетісу аяқтыбалығы | Ranodon sibiricus          | Kessler, 1866  | EN          | ендемік Джунгарського Алатау                                                  |            |

### Родина Саламандрові (Salamandridae)
| Українська назва                     | Казахська назва | Латинська назва      | Автор таксона  | Статус МСОП | Поширення в Казахстані | Зображення |
| Ряд: Хвостаті (Hynobiidae)           |                 |                      |                |             | |            |
| Родина: Саламандрові (Salamandridae) |                 |                      |                |             | |            |
| Тритон звичайний                     | Кәдімгі тритон  | Lissotriton vulgaris | Linnaeus, 1758 | LC          | знахідки на північному узбережжі Каспійського моря, у Північному Приараллі та біля озера Балхаш сумнівні і не знайшли підтвердження |            |

## Ряд Безхвості (Anura)
До ряду відносяться жаби та ропухи. Ряд налічує понад 6000 видів, з яких в Казахстані трапляється 10 видів.

### Родина Кумкові (Bombinatoridae)
| Українська назва                 | Казахська назва        | Латинська назва | Автор таксона  | Статус МСОП | Поширення в Казахстані                | Зображення |
| Ряд: Безхвості (Anura)           |                        |                 |                |             |                                       |            |
| Родина: Кумкові (Bombinatoridae) |                        |                 |                |             |                                       |            |
| Кумка червоночерева              | Қызыл бауыр шұбар бақа | Bombina bombina | Linnaeus, 1761 | LC          | басейн річки Урал, крім нижньої течії |            |

### Родина Часничницеві (Pelobatidae)
| Українська назва                   | Казахська назва | Латинська назва  | Автор таксона    | Статус МСОП | Поширення в Казахстані                                                            | Зображення |
| Ряд: Безхвості (Anura)             |                 |                  |                  |             |                                                                                   |            |
| Родина: Часничницеві (Pelobatidae) |                 |                  |                  |             |                                                                                   |            |
| Часничниця звичайна                | Кәдімгі тарбақа | Pelobates fuscus | (Laurenti, 1768) | LC          | дельта Волги, басейни річок Малий Узень, Великий Узень, Урал, Іргіз, Емба, Тургай |            |

### Родина Ропухові (Bufonidae)
| Українська назва             | Казахська назва   | Латинська назва       | Автор таксона    | Статус МСОП | Поширення в Казахстані                                  | Зображення |
| Ряд: Безхвості (Anura)       |                   |                       |                  |             |                                                         |            |
| Родина: Ропухові (Bufonidae) |                   |                       |                  |             |                                                         |            |
| Ропуха звичайна              | Кәдімгі құрбақа   | Bufo bufo             | Linnaeus, 1758   | LC          | річка Урал біля кордону з Росією, північ та схід країни |            |
| Ропуха зелена                | Жасыл құрбақа     | Bufo viridis          | (Laurenti, 1768) | LC          | на більшій території Казахстану                         |            |
| Ропуха середньоазійська      | Данатин құрбақасы | Pseudepidalea oblonga | Nikolskii, 1896  | LC          | в передгір'ях і горах Тянь-Шаня і Джунгарського Алатау  |            |

### Родина Жаб'ячі (Ranidae)
| Українська назва          | Казахська назва  | Латинська назва       | Автор таксона   | Статус МСОП | Поширення в Казахстані                                  | Зображення |
| Ряд: Безхвості (Anura)    |                  |                       |                 |             |                                                         |            |
| Родина: Жаб'ячі (Ranidae) |                  |                       |                 |             |                                                         |            |
| Жаба трав'яна             | Шөпбақа          | Rana temporaria       | Linnaeus, 1758  | LC          | басейн Уралу біля кордону з Росією                      |            |
| Жаба гостроморда          | Сүйіртұмсық бақа | Rana arvalis          | Nilsson, 1842   | LC          | північ країни                                           |            |
| Жаба сибірська            | Сібір бақасы     | Rana amurensis        | Boulenger, 1886 | LC          | Алтай                                                   |            |
| Жаба азійська             | Қызыл аяқбақа    | Rana asiatica         | Bedriaga, 1898  | LC          | південь Джамбульської області, район Алмати, долина Ілі |            |
| Жаба озерна               | Көлбақа          | Pelophylax ridibundus | Pallas, 1771    | LC          | західні та південні області Казахстану                  |            |